# An Affair to Remember
An Affair to Remember is een Amerikaanse dramafilm uit 1957 onder regie van Leo McCarey.

## Verhaal
Nickie Ferrante is een welbekende rokkenjager die verloofd is met een Amerikaanse miljonairsdochter. Op een schip maakt hij kennis met Terry McKay. Na een etentje en conversatie besluiten ze dat het beter is, als ze hun eigen wegen volgen. Ze komen echter al snel tot de conclusie dat ze elkaar niet kunnen vermijden. Als het schip een stop maakt bij de kust van Villefranche-sur-Mer, nodigt Terry hem uit voor een bezoek aan haar grootmoeder. Dezelfde avond zoenen ze.
Ze moeten hun affaire geheimhouden, aangezien iedereen aan boord weet wie Nickie is en met wie hij verloofd is. Als ze hun bestemming hebben bereikt, zullen ze hun eigen wegen moeten volgen. Ze realiseren zich dat ze niet zonder elkaar kunnen, maar dat ze ook financieel afhankelijk zijn van hun partners. Terry geeft hem een brief waarin ze hem vertelt dat ze hem over zes maanden weer kan zien, nadat ze van hun verloofdes zijn gescheiden.
Nadat ze het uitmaken, laat de film zien hoe de twee de komende zes maanden zullen leven. Terry wordt een zangeres in een nachtclub in Boston, terwijl Nickie een baan krijgt als schilder. Beiden worden succesvol en zullen elkaar ontmoeten op de Empire State Building. Terry is echter te laat en haast zich naar de wolkenkrabber, als ze wordt aangereden. Terwijl Nickie geduldig op haar blijft wachten, ontwaakt Terry in het ziekenhuis, waar blijkt dat ze nooit meer zal kunnen lopen. Het is haar ex-partner Ken die bij haar verblijft.
Een jaar gaat voorbij en Nickie en Terry hebben elkaar nog niet ontmoet. Terry is nu een lerares voor een kinderkoor. Ondertussen reist Nickie de hele wereld door om aan de realiteit te ontsnappen. In het dorp waar Terry en hij eerder haar grootmoeder bezochten, blijkt dat de oude vrouw is overleden.
Eenmaal terug in New York wordt hij herenigd met zijn ex-verloofde. Als ze met hem naar een opera gaat, lopen ze in op Terry en Ken. Een ongemakkelijke begroeting vindt plaats, waarna ze zo snel mogelijk vertrekken. Terry geeft toe aan Ken dat ze niet bij Nickie kan zijn omdat hij het zich financieel niet kan veroorloven om voor een vrouw in een rolstoel te zorgen.
Op kerstavond is Terry alleen thuis omdat ze zich niet goed voelt en wordt bezocht door Nickie. Na een gesprek worden ze met elkaar herenigd en vallen ze in elkaars armen.

## Rolverdeling
| Acteur            | Personage         |
| ----------------- | ----------------- |
| Cary Grant        | Nickie Ferrante   |
| Deborah Kerr      | Terry McKay       |
| Richard Denning   | Kenneth Bradley   |
| Neva Patterson    | Lois Clark        |
| Cathleen Nesbitt  | Grootmoeder Janou |
| Robert Q. Lewis   | Omroeper          |
| Charles Watts     | Ned Hathaway      |
| Fortunio Bonanova | Courbet           |

## Prijzen en nominaties
| Jaar | Prijs  | Categorie              | Genomineerde(n)                         | Uitslag     |
| ---- | ------ | ---------------------- | --------------------------------------- | ----------- |
| 1957 | Oscars | Beste originele nummer | Harry Warren Harold Adamson Leo McCarey | Genomineerd |
| 1957 | Oscars | Beste camerawerk       | Milton R. Krasner                       | Genomineerd |
| 1957 | Oscars | Beste originele muziek | Hugo Friedhofer                         | Genomineerd |
| 1957 | Oscars | Beste kostuumontwerp   | Charles LeMaire                         | Genomineerd |